# Österreichische Freiheitsfront
Het Österreichische Freiheitsfront (Nederlands: Oostenrijks Vrijheidsfront) was een antifascistische organisatie in de regio Brussel, die deelnam aan het Belgisch verzet tijdens de Tweede Wereldoorlog. Het werd opgericht door, en bestond uit, Oostenrijkse en Duitse communistische migranten in België. Zij waren vooraf aan de oorlog gevlucht voor het opkomende nationaalsocialisme in Oostenrijk.
De leden werkten samen met het Belgische Onafhankelijkheidsfront. Er werden Duitstalige, antifascistische bladen verspreid en vanaf begin 1944 werd ook gewapend verzet gepleegd. Hiervoor werden partizanengroepen gevormd. Het Österreichische Freiheitsfront was tijdens de Tweede Wereldoorlog de grootste Oostenrijkse verzetsgroep in Europa.
Deze verzetsbeweging in België moet niet verward worden met de in Oostenrijk actieve partizanengroep Österreichische Unabhängigkeitsbewegung, die zich vanaf november 1943 ook Österreichische Freiheitsfront noemde. Tussen beide organisaties bestond geen contact.

## Geschiedenis
De belangrijkste missie van het Österreichische Freiheitsfront was het publiceren en verspreiden van Duitstalige geschriften. Daaronder was het tijdschrift Die Wahrheit, dat berichten deelde van de Britse en Vrije Poolse radio's en de Duitse soldaten moest aanzetten tot desertie.
Voormalig verzetslid Régine Krochmal legde uit dat de gevolgde tactiek was om een soldaat in het Duits naar de tijd te vragen, om zo een gesprek te beginnen. Als bleek dat de soldaat ook kritiek had op het nazi-regime, werd een afspraak gemaakt waarbij hij folders kreeg om te verspreiden. Deze actie kon leiden tot de doodstraf als de verspreidende soldaat gevangen werd.
Volgens een andere overlevende, Jakob Zanger, werden van Die Wahrheit, met later als bijlage Österreichische Freiheitsfront, en vanaf 1943 van de andere krant Freies Österreich, wekelijks meer dan 12.000 exemplaren gedrukt, waarvan 9.000 buiten Brussel werden verspreid. Exemplaren werden achtergelaten op luchthavens, in bioscopen en op andere plaatsen die bezocht werden door Duitse soldaten, in de hoop op een maximale verspreiding.
De krant van de Oostenrijkse communistische partij, Rote Fahne, werd clandestien in België op vloeipapier gedrukt en naar Oostenrijk vervoerd.
Eind 1943 of begin 1944 werd een groep van Oostenrijkse partizanen samengesteld. Binnen deze organisatie was Erich Ungar, leraar en chemicus, verantwoordelijk voor het maken van explosieven. Wapens en munitie werden verkregen door Duitse soldaten aan te vallen. Volgens Zanger was dit nodig omdat het Britse leger alleen wapens smokkelde naar 'witte' partizanen, die in de praktijk nauwelijks vochten, en niet naar de 'rode' - communistische - partizanen.
In 1944 telde het Österreichische Freiheitsfront 750 leden. De voorzitter van het uitvoerend comité werd Karl Przibram (1878-1973), die aan het begin van 1939 met zijn vrouw naar België gekomen was. Na de bevrijding was Przibrams prestige zo groot dat hij - in afwachting van herstel van de consulaire en diplomatieke autoriteiten - werd aangesteld als zaakgelastigde voor Oostenrijkse staatsburgers.
Irma Schwager, een Oostenrijkse antifascistische militante uit Frankrijk, schrijft dat ze naar België terugkeerde na de bevrijding van Parijs om de Oostenrijkse antifascisten te helpen met het oprichten van de Österreichische Freiheitsfront. De leiders hadden uiteenlopende politieke voorkeuren: er waren sociaaldemocraten, communisten, monarchisten en apolitieken.
Een van de leden van het Österreichische Freiheitsfront was Jean Améry (schuilnaam van Hans Mayer), een Oostenrijkse katholieke schrijver van Joodse komaf. Hij werd in 1943 gearresteerd en gedeporteerd naar Auschwitz-Monowitz.

## Na de Belgische bevrijding
Toen België na het Ardennenoffensief in 1945 definitief bevrijd was, werd het Österreichische Freiheitsfront gedemobiliseerd. Zo'n tweeduizend Oostenrijkse verzetsstrijders voegden zich bij hun kameraden die hadden gevochten in Frankrijk. Dezen waren naar Zwitserland gevlucht om onder leiding van Max Bair een bataljon te vormen van Oostenrijkse partizanen in Joegoslavië. Vervolgens werden onder leiding van Fürnberg en Franz Honner vier andere bataljons van partizanen gevormd, waarvan de leden waren gerekruteerd onder krijgsgevangenen en leden van Strafdivision 999.